# 1950 en santé et médecine
| Années de la santé et de la médecine : 1947 - 1948 - 1949 - 1950 - 1951 - 1952 - 1953    |
| Décennies de la santé et de la médecine : 1920 - 1930 - 1940 - 1950 - 1960 - 1970 - 1980 |

Cet article présente les faits marquants de l'année 1950 en santé et médecine.

## Événements
- 10 mars : le premier centre mondial de cancérologie infantile est ouvert à Villejuif.
- 23 octobre : des chercheurs de l’université de Toronto, dont John Alexander Hopps, annoncent la mise au point d’un stimulateur cardiaque capable de relancer le cœur d’un animal ayant cessé de battre.

## Naissances
- 4 mai : Michel Reynaud (mort en 2020), psychiatre et addictologue français.

## Décès
- 4 mai : Paul Federn (né en 1871), médecin et psychanalyste américain d'origine autrichienne, proche de Sigmund Freud.